# Јабланица (притока Саве)
Јабланица је река у северном делу Републике Српске, БиХ, десна притока реке Саве. Дуга је 35,1 km, са површином слива 370,8 km². Настаје од врло разгранатог изворишта у јужним падинама планине Просаре. Извориште јој се налази испод Вриштика. Улива се у Саву 4 km узводно од Градишке.